# Печатна реклама
Печатна реклама се използва в рекламния бизнес. Като цяло включва отпечатването на рекламен елемент върху хартиен носител. Разделя се на две категории: Дигитален и Офсетов печат. Разликата между Дигитален и Офсетов печат е в технологията на отпечатване.

При Дигиталния печат за отпечатването се използва принтер. Изображението се обработва и подготвя за печат от компютър. Отпечатването става посредством тонер. Предимство на дигиталния печат е бързото отпечатване при малки количества.

Офсета е често използвана технология на печат като е интересно да се отбележи, че отпечатването на изображение става чрез преноса на мастилото от цилиндър с печатна плака към втори цилиндър с гумено покритие и чак след това към трети цилиндър, който пренася хартията. За отпечатването на дадено изображение първо се експонират на филм отделните цветове (CMYK – Cyan, Magenta, Yellow, Black), след това се правят плаки, които се монтират на барабани на офсетовата машина. Хартията минава през барабаните, на които има мастило със съответния цвят. Предимство на офсетовия печат е отпечатването на големи количества (тиражи), защото цената на единичната бройка на определения печатен материал намалява. Това се получава понеже определящи за цената са изготвянето на плаките, монтирането им на машината и настойките, които трябва да бъдат направени. При по-големи тиражи всичко това се прави веднъж, което е и причината за по-ниската цена на единичната бройка.